# Wleń
Wleń (germană Lähn) este un oraș în Polonia.